# 賽馬皮特
《賽馬皮特》（英語：Lean on Pete）是一部2017年的英國電影，由安德魯·海格編劇和執導，改編自威利·弗劳廷的英文同名小說。主演是查理·普拉瑪、克蘿伊·塞凡妮、崔維斯·費米爾和史提夫·布斯美，故事講述一名15歲的男孩開始在一個馬廄裡工作，並與一匹生病的賽馬交朋友。
本片在第74屆威尼斯影展的正式競賽部分上放映，查理·普拉瑪贏得了馬切洛·馬斯楚安尼獎最佳年輕男演員或女演員。本片於2018年4月6日由A24公司負責在美國上映，之後於2018年5月4日在英國由Curzon Artificial Eye發行商上映。

## 演員
- 查理·普拉瑪 飾 Charley Thompson，Ray的兒子
- 崔維斯·費米爾 飾 Ray Thompson，Charley的父親
- 克蘿伊·塞凡妮 飾 Bonnie
- 史提夫·布斯美 飾 Del Montgomery
- 史提夫·扎恩 飾 Silver
- 愛咪·西米茨（英语：Amy Seimetz） 飾 Lynn，Ray的相戀對象
- 賈斯汀·瑞恩（英语：Justin Rain） 飾 Mike
- 路易斯·普曼 飾 Dallas
- Frank Gallegos 飾 Santiago
- Julia Prud'homme 飾 Ruby

## 外部連結
- 互联网电影数据库（IMDb）上《賽馬皮特》的资料（英文）
- 爛番茄上《賽馬皮特》的資料（英文）